# Un esperit burleta
Un esperit burleta (títol original en anglès, Blithe Spirit) és una pel·lícula de comèdia britànica del 2020 dirigida per Edward Hall i protagonitzada per Dan Stevens, Leslie Mann, Isla Fisher, Judi Dench, Emilia Fox, Julian Rhind-Tutt, Adil Ray, Michele Dotrice i Aimee-Ffion Edwards. La pel·lícula es va basar en l'obra homònima de 1941 de Noël Coward, adaptada per a la pantalla per Nick Moorcroft, Meg Leonard i Piers Ashworth. S'ha doblat i subtitulat al català.
Un esperit burleta es va exhibir per primer cop al Festival de Cinema de Mill Valley de 2020 i es va estrenar al Regne Unit el 15 de gener de 2021. La pel·lícula va rebre crítiques generalment negatives.